# Wellington School
Die Wellington School ist eine private Tages - und Internatsschule für 800 Schüler im Alter zwischen 3 und 18 Jahren. Die Schule befindet sich im Südwesten Englands in der Kleinstadt Wellington, Grafschaft Somerset. Sie wurde im Jahre 1837 gegründet.
Die Schulgebühren belaufen sich für internationale Schüler pro term (wobei drei terms bilden ein Schuljahr bilden) auf £11,785 (ca. 14.000 €). Damit ist das Internat, verglichen zu den anderen in der Region, verhältnismäßig günstig. Es gibt für besonders begabte Schüler ebenfalls die Möglichkeit, ein Stipendium zu erhalten.
In der Sixth Form bietet die Schule A-Levels an.

## Geschichte
Die Wellington School befindet sich südlich des Zentrums der Kleinstadt Wellington. Sie wurde ursprünglich 1837 als Wellington Academy von Benjamin Frost (Schulleiter von 1837 bis 1848) als  Knabenschule gegründet.  Im Jahr 1879 wurde die Schule in West Somerset County School umbenannt, doch nur 34 Jahre später wurde sie erneut umbenannt, diesmal in Wellington School, den Namen, den sie bis heute beibehält.
Die eigentlich reine Jungenschule nahm als eine der ersten Schulen in England in den frühen 1970er Jahren auch Mädchen in die Oberstufe (Sixth Form) auf. Ab 1979 wurden Mädchen ab dem Alter von 10 Jahren aufgenommen.
Im Jahr 2002 wurde ein neuer Sportkomplex für £2,6 Mio. von der Princess Royal eingeweiht, der den Teilnehmern der Olympischen Spiele 2012 in London als Trainingsstätte zur Verfügung stand.
Im September 2007 strich die Schule den Samstagsunterricht. Dieser wurde durch optionale Aktivitäten (activities and societies) ersetzt, wie Musik-, Theater- oder Sportangebote.

## Sport
Die Schule verfügt über Hockey-, Rugby-, Cricket- und Fußballplätze, Allwettertrainingsplätze, Gras-, und Hartcourt-Tennisplätze, Squashplätze, eine Leichtathletikbahn, eine Kletterwand und ein Hallenbad.
Hockey ist die bedeutendste Sportart auf der Schule. Viele ehemalige Schüler, die sogenannten Old Wellingtonians, sind sogar professionellen Hockeyspielern geworden.

## Schulleiter

### Senior School Schulleiter
- 1837 – 1848 Benjamin Frost[8]
- 1848 – 1879 William Corner[8]
- 1879 – 1885 Francis Raban[8]
- 1885 – 1899 James Beuttler[8]
- 1899 – 1938 George Corner[8]
- 1938 – 1945 Aubrey Price[8]
- 1945 – 1957 M Banks-Williams[8]
- 1957 – 1973 James Stredder[8]
- 1973 – 1990 John Kendall-Carpenter[8]
- 1990 – 2006 Alan Rogers[8]
- 2006 – 2013 Martin Reader[9]
- 2013 – 2019 Henry Price[10]
- Since 2019 Eugene Du Toit[10]

### Prep School Schulleiter
- 2000–2004 John Wyatt
- 2004–2010 Harry McFaul
- 2010–2020 Adam Gibson[11]
- Since 2020 Victoria Richardson[12]

## Bekannte ehemalige Schüler
- Jeffrey Archer, Autor und Politiker
- John Baker DL, Richter und Politiker
- Thomas Benyon OBE, Politiker
- Brigadier Shelford Bidwell OBE, Armeeoffizier und Militärhistoriker
- Tom Carson, internationaler Hockeyspieler aus Großbritannien
- Sir David Chipperfield CBE, Architekt
- Rear Admiral Paul Chivers CBE, Marineoffizier
- John Fraser Drummond DFC, Kampfpilot
- Keith Floyd, Küchenchef, Fernsehmoderator und Gastronom
- Sir Geoffrey Follows CMG, Finanzminister von Hongkong
- Charles Garnsworthy OBE, Politiker
- Herbert Gamlin, englischer Rugby-Union-Nationalspieler
- Frank Gillard CBE, BBC-Sprecher und -Verwalter
- Professor Harriet Hawkins, Kulturgeographin
- Colonel Cecil Law CB DL, Offizier und Politiker
- Bob Moran, Karikaturist
- David Oxley,  Schauspieler
- Vice Admiral Duncan Potts CB,  Marineoffizier
- John Robins, walisischer Rugby-Union-Nationalspieler
- Dr Simon Singh,  Wissenschaftsjournalist und Produzent
- Tom Singh OBE, Gründer von New Look
- Professor Peter St George-Hyslop OC FRS, Mediziner und Wissenschaftler
- David Suchet CBE, Schauspieler
- Sir Nigel Sweeney, Richter des obersten Gerichts im Vereinigten Königreich
- Lieutenant-General Sir Freddie Viggers KCB CMG DL, Armeeoffizier und Gentleman Usher of the Black Rod

## Skandale
- Ein Mathematiklehrer, Andrew Crozier, musste im März 2003 seine Stelle aufgeben, nachdem er eine sexuelle Beziehung mit der 18-jährigen Schulsprecherin eingegangen war.[13]
- Ein anderer Mathematiklehrer und Leiter eines Hauses, Ian Sarginson, wurde im März 2004 wegen unsittlicher Übergriffe auf einen minderjährigen Schüler zu einer Gefängnisstrafe verurteilt.[14]